# Cintré
Cintré [sɛ̃tʁe] (bretonisch: Kentreg; Gallo: Ceintraé) ist eine französische Stadt und  Gemeinde mit 2.614 Einwohnern (Stand: 1. Januar 2022) im Département Ille-et-Vilaine in der Region Bretagne; sie gehört zum Arrondissement Rennes und zum Kanton Le Rheu. Die Einwohner werden Cintréens genannt.

## Geographie
Die Gemeinde Cintré liegt zehn Kilometer westlich von Rennes und wird im Westen vom Fluss Meu begrenzt. Umgeben wird Cintré von den Nachbargemeinden Breteil im Nordwesten und Norden, La Chapelle-Thouarault im Norden und Nordosten, Mordelles im Osten und Süden sowie Talensac im Südwesten und Westen.

## Bevölkerungsentwicklung
| Jahr                       | 1962 | 1968 | 1975 | 1982 | 1990 | 1999 | 2010 | 2020 |
| Einwohner                  | 520  | 533  | 857  | 1069 | 1170 | 1467 | 2054 | 2476 |
| Quellen: Cassini und INSEE |      |      |      |      |      |      |      |      |

## Sehenswürdigkeiten
- Kirche Saint-Melaine aus dem 12. Jahrhundert
- Herrenhaus Le Plessis, Ende des 18. Jahrhunderts erbaut
- Mehrere alte Gutshöfe

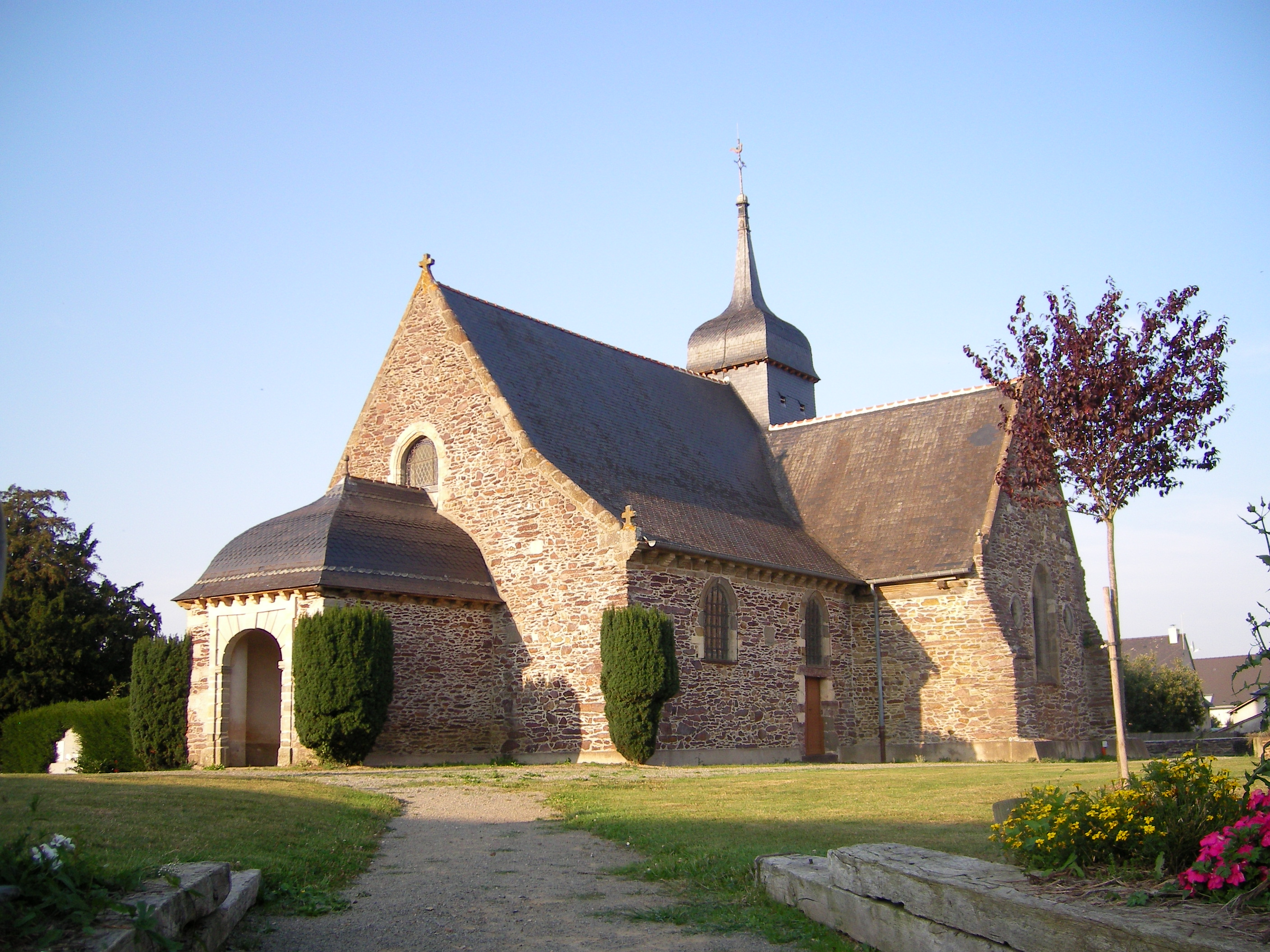
Kirche Saint-Melaine
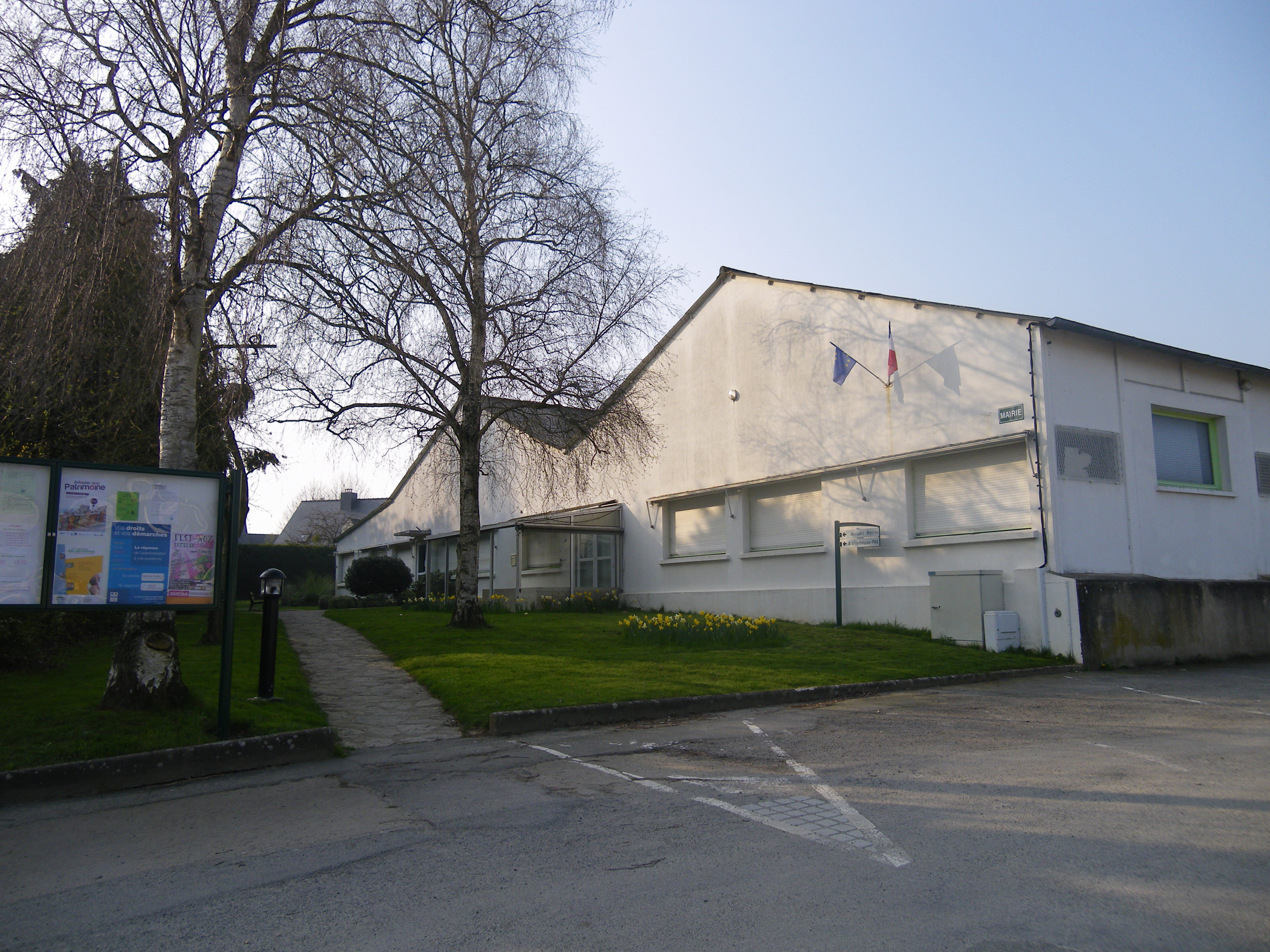
Rathaus